# Hajdúbagosi-legelő
Hajdúbagosi-legelő este o arie protejată (arie specială de conservare — SAC, sit de importanță comunitară — SCI) din Ungaria întinsă pe o suprafață de 308,08 ha, integral pe uscat.

## Localizare
Centrul sitului Hajdúbagosi-legelő este situat la coordonatele 47°24′31″N 21°40′35″E / 47.408611°N 21.676389°E.

## Înființare
Situl Hajdúbagosi-legelő a fost declarat sit de importanță comunitară în mai 2004 pentru a proteja 4 specii de plante și 6 specii de animale. Situl a fost protejat și ca arie specială de conservare în februarie 2010.

## Biodiversitate
Situată în ecoregiunea panonică, aria protejată conține 4 habitate naturale: Stepe panonice nisipoase, Păduri stepice euro-siberiene cu Quercus spp., Fânețe de joasă altitudine (Alopecurus pratensis, Sanguisorba officinalis), Stepe și mlaștini sărate panonice.
La baza desemnării sitului se află mai multe specii protejate:
- plante (4): Cirsium brachycephalum, Iris aphylla subsp. hungarica, Iris humilis subsp. arenaria, Pulsatilla pratensis subsp. hungarica
- amfibieni (1): buhai de baltă cu burta roșie (Bombina bombina)
- mamifere (2): dihor de stepă (Mustela eversmanii), popândău (Spermophilus citellus)
- nevertebrate (3): Carabus hungaricus, rădașcă (Lucanus cervus), fluturele purpuriu (Lycaena dispar)

Pe lângă speciile protejate, pe teritoriul sitului au mai fost identificate 1 specie de mamifere, 1 specie de nevertebrate, 2 specii de reptile.